# Amstelstraat
Die Amstelstraat ist eine Straße in Amsterdam-Centrum, gelegen zwischen dem Rembrandtplein und der über die Amstel verlaufende Blauwbrug, nahe der Stopera an dem Waterlooplein.
Die Straße besteht seit Ende des 16. Jahrhunderts und ist nach dem Fluss benannt. Die ähnlich lange Nieuwe Amstelstraat befindet sich am gegenüberliegenden Ufer der Amstel und verbindet den Waterlooplein mit dem Jonas Daniël Meijerplein.
Wie der angrenzende Rembrandtplein ist die Amstelstraat seit dem 19. Jahrhundert ein Vergnügungsviertel mit Cafés, Tanzlokalen und Restaurants.

## Geschichte
In der Biegung des Flusses Amstel zwischen Rembrandtplein und Herengracht liegt das Amsteldriehoek (Amsteldreieck). Bis zur Stadterweiterung von 1593 lag das Amsteldreieck außerhalb der Stadtmauern und nur wenige Häuser und Mühlen standen am Ufer der Amstel. Die neue Stadtmauer, die zum Schutz dieses neuen Gebiets in den Jahren 1592–1596 („Tweede Uitleg“) errichtet wurde, stand entlang der heutigen Amstelstraat. Bis zum Wechsel des 16. zum 17. Jahrhunderts blieb die Amstelstraat unbebaut. Sie teilte das Amstel-Dreieck in zwei Teile. Der Teil zwischen Amstel und Amstelstraat bestand später aus kleinen Parzellen mit sehr dichter Bebauung, die durch ein enges System von Gassen erschlossen wurden. Diese trugen meist die Namen der dortigen Gewerbe. Das Gebiet zwischen Amstelstraat und Herengracht gehört zur Stadterweiterung von 1632 und war lockerer bebaut. Eher ein großer geschlossener Stadtblock mit einer offenen Innenfläche.
Da die damalige Stadtverwaltung den kombinierten Verkauf von „Vorder- und Hintergrundstücken“ favorisierte, entstanden große Villen an der Herengracht mit nach hinten liegenden ihren Kutschenhäusern (und Ställen) an der Amstelstraat.
So lebten und arbeiteten hier Fuhrunternehmer, Hufschmiede und Kutschenmacher. Die Namen der kreuzenden Straßen, Paarden- und Wagenstraat, zeugen noch heute davon. Abgesehen vom Verschwinden einiger Gassen hat sich die Gesamtstruktur des Amsteldreiecks seither kaum verändert. Die Veränderungen haben sich hauptsächlich innerhalb der Blöcke vollzogen. Durch die Zusammenlegung kleiner Parzellen entstanden größere Grundstücke. Die Kutscherhäuser wichen Salons und Theater. Diese wiederum verschwanden und wurden durch Bankhäuser ersetzt. Das Hotel Eden nimmt fast einen ganzen Block von der Amstel bis zur Amstelstraat ein.  Der heute autofreie Rembrandtplein diente für die Anwohner und Besucher der Amstelstraat als Parkplatz für Pferde und Kutschen, bzw. Automobile.

## Theaterhäuser
1791 öffnete die Hoogduitse Schouwburg Amsterdam in der Hausnummer 21 ihre Türen für deutschsprachiges Theater. Namhafte europäische Künstler, darunter Aloisia Lange, die Eheleute Joseph und Amalie Schütz, der Kapellmeister Hieronymus Payer und Johann Nestroy, traten hier auf. Nach dem Niedergang zu Mitte des 19. Jahrhunderts wurde das Haus zum „Grand Théâtre des Variétés“. Darüber hinaus gab es ab 1844 in der Nummer 5 den ebenfalls jüdisch geprägten Salon des Variétés von Nathan Judels und Israel Boas ebenfalls mit vielen namhaften Schauspielern seiner Zeit, darunter der spätere Leiter Louis Bouwmeester.

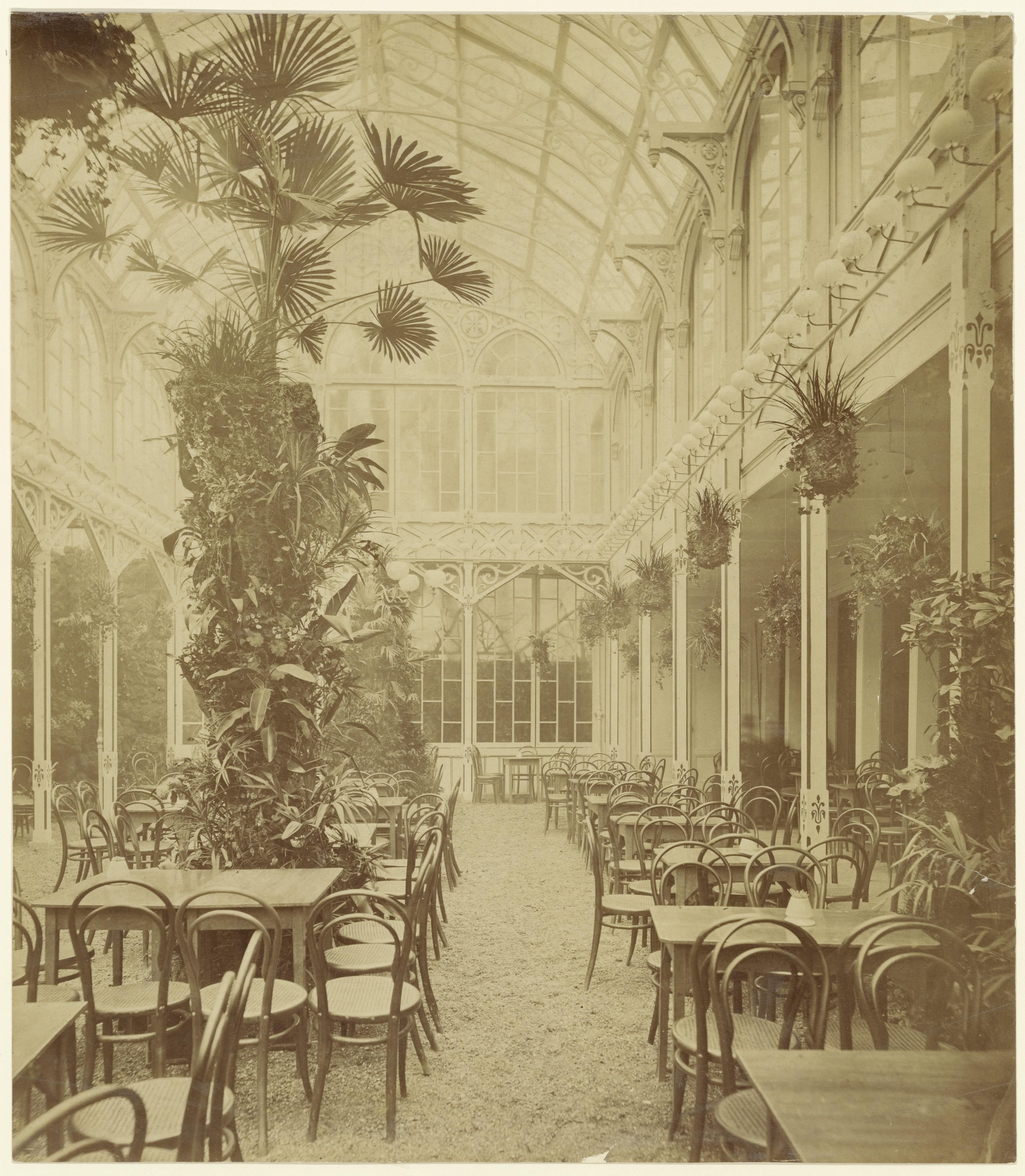
Wintergarten des Café Roetemeijer, etwa 1878

Das 1881 erbaute Nederlandsch Panopticum hatte die Hausnummer 14–18, wo sich zuvor das, bei den Amsterdamern beliebte, „Café Roetemeijer“ mit einem Wintergarten aus dem Jahr 1877 befand. Es war ein Wachsfigurenkabinett, wo biblische Figuren, berüchtigte Mörder, König Wilhelm III. und die Beschaulichkeit Scheveninger Fischer ausgestellt waren. 1915 wurde das Erdgeschoss des Museums zum „Centraal Theater“ mit 582 Plätzen umgebaut.

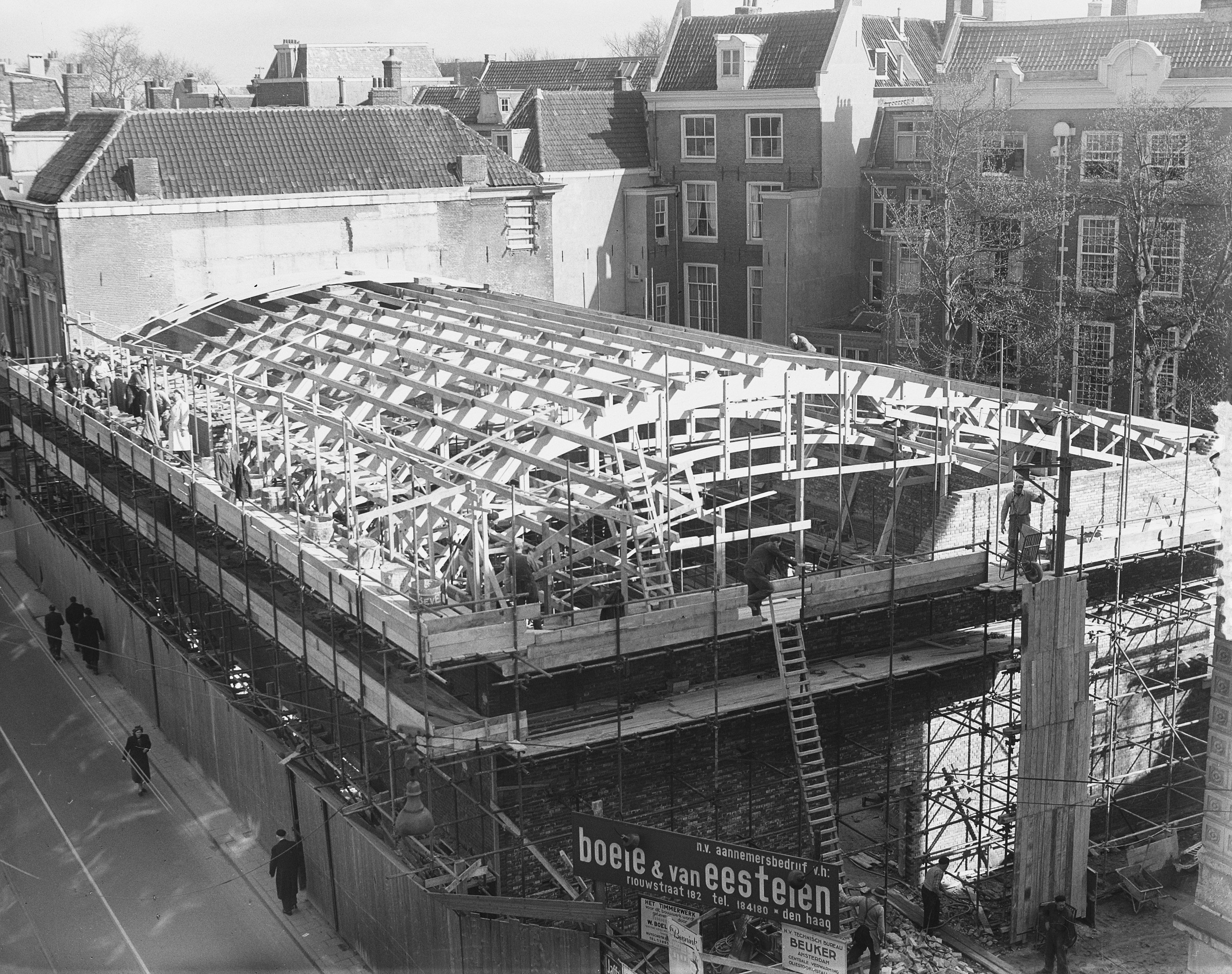
Aufbau des neuen Flora Theaters 1953

Der niederländische Filmproduzent Franz Anton Nöggerath (1859–1908) eröffnete 1892 in der Amstelstraat 26 das Variété Flora (zunächst drei Jahre lang als „Café Concert Flora“ mit 100 Plätzen). Das Haus wurde nach einem Brand im Jahr 1902 zu einem Theater mit 1000 Sitzplätzen umgebaut und erweitert. Der Flora-Komplex umfasste neben dem Theater, nunmehr in der Amstelstraat 24–32a, einen Teil der Pan Amstelstraat 20–22 und darüber hinaus  das Haus Herengracht 607. Hier befanden sich die Theaterbüros sowie die Wohnung der Familie Nöggerath. 1928 wurde es an den Filmtheaterbetreiber Jean Desmet (1875–1956) verkauft. Als das Theater dann 1929 erneut abbrannte, wollte Desmet ein doppelt so großes Theater unter dem Namen „Flora Palace“ mit klimatisierten 2.250 Sitzplätzen, einer abgedeckten Eislaufbahn und einem großen Dachgarten mit Restaurant, errichten. Jedoch aufgrund schleppender Baugenehmigungen der Stadt Amsterdam und durch die Weltwirtschaftskrise zögernde Geldgeber, gab Desmet 1937 den Plan auf. Es verblieb als Brache bis 1952  hier wieder ein Flora-Theater errichtet wurde. 1980 wurde es in die Diskotheken „Flora Palace“, 1986 „Be-Bop“ und 1989 in die seinerzeit namhafte Homosexuellen-Diskothek „iT Club“ umgewandelt (heute „Club AIR“ und ein Tanzmuseum Stand Januar 2024).

## Wirtschaftsbauten
Das in der Hausnummer 30–32 befindliche ehemalige Bankgebäude von „Wertheim & Gompertz“, entworfen 1915 im neohistoristischen Stil von den Architekten Pierre Cuypers und Cornelis Outshoorn, beherbergte später eine Diskothek namens „Soulkitchen“ (bis 2002, heute Gastronomie).
1926 wurden 24 Häuser zwischen der Amstelstraat 12, dem Rembrandtplein und der Herrengracht gelegen, abgerissen um Platz für den Hauptsitz der
der ABN AMRO Bank zu machen. Bei der zwischen 1965 und 1972 durchgeführten Erweiterung wurden weitere Häuser abgerissen, u. a. das Centraal Theater. Nach einer Zeit des Leerstands wurde der unter Denkmalschutz stehende Komplex renoviert; es zogen Restaurants und Unternehmen ein.
Von 2006 bis 2019 befand sich im Erdgeschoss des „Eden“ Hotels (Eingänge Amstelstraat 19HS und an der Amstel 144), an der Ecke zur Paardenstraat, die „Brasserie Flo“, ein Restaurant mit klassischer französischer Küche, das vom Eden Hotel als Franchise (Unternehmen) betrieben wurde. Hier war bis 1976 das Haus mit dem ausgebrannten Stockwerk der Pension Johnny (siehe Abschnitt Brände).
Seit den 1950er Jahren richteten sich in der Amstelstraat und in einigen Seitenstraßen, beispielsweise der Paardenstraat, eine Reihe von Lokalen an homosexuelle Besucher. 1989 gründete der aus Österreich stammende Manfred Langer, der bereits Inhaber des Schwulencafés „Chez Manfred“ war, seine Diskothek „iT“ im ehemaligen „Flora Theater“. Das „iT“ war zunächst nur für homosexuelle Menschen zugänglich, öffnete sich aber später einem breiteren Publikum. Von 1985 bis 2017 befand sich an der Ecke zur Pardenstraat das Frauenlokal „Vivelavie“, das zu dieser Zeit neben dem „Saarein“ in der Elandsstraat, die einzige gastronomische Begegnungsstätte für lesbische Frauen in Amsterdam war.
Neben dem ehemaligen „iT“ befindet sich der (versperrte) Garten des aus dem 17. Jahrhundert stammenden Grachtenhauses Willet-Holthuysen (ein Museum), dessen Front und Zugang an der Herengracht liegt.

## Denkmäler
Neben der Blauwbrug am Straßenbeginn (Rijksmonumentnummer 518352) befinden sich drei als Rijksmonument denkmalgeschützte Häuser in der Straße. So in der Amstelstraat 29 ein Eckhaus, dessen Fassade ihr Dach verloren hat und mit einem provisorischen Abschluss versehen wurde (Rijksmonumentnummer 262), in der Amstelstraat 31 ein Haus mit Halsgiebel mit geteilten Flügelstücken (Rijksmonumentnummer 263) und in der Amstelstraat 49h ein Haus, dessen Fassade von einem späteren Spitzdach gekrönt wird (Rijksmonumentnummer 264).

## Straßenbahn

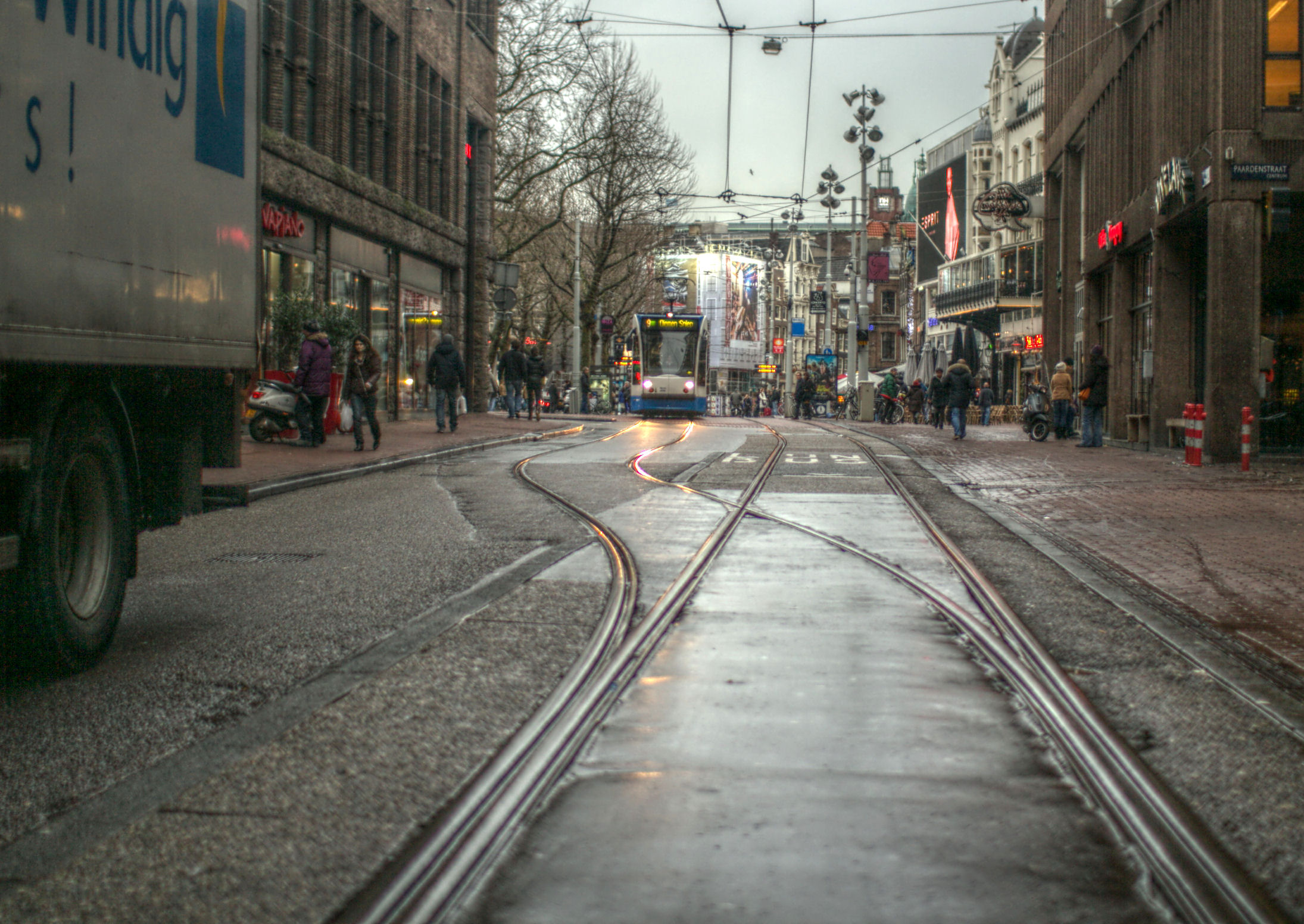
Die Gleisverschlingung nahe dem Rembrandtplein

Durch die Amstelstraat verläuft die Straßenbahnlinie 14. Von 1903 bis 2018 fuhr hier auch die Tramlinie 9. Bis 1985 fuhren die Menschen nur über die Amstelstraat aus der Stadt. Hinein ging es entlang der Amstel. Seit 1985 wird die Amstelstraat jedoch in beide Richtungen befahren. In der Straße werden  die Gleise über 90 m in einer Gleisverschlingung ineinander geführt. Diese Engstelle am ehemaligen Bankgebäude von ABN AMRO zum Be- und Entladen von Waren erlaubte seinerzeit keine Doppelgleisigkeit. Dies wurde auch nach dem Weggang dieser Großbank beibehalten. Es wurde befunden, dass die Kosten von rund anderthalb Millionen Euro für den zweigleisigen Ausbau die erwartete Zeitersparnis nicht wert sind.

### Trivia
In den Jahren 1976 und 1977 musste die Linie 9 wegen Arbeiten an der Uferstraße der Amstel (mit gleichem Namen) vorübergehend in beide Richtungen durch die Amstelstraat fahren. Das unübersichtliche Einzelgleis wurde abgesichert, allerdings nicht mit Lichtsignalen (vergl. die ähnlichen Straßenbahnsignale in Deutschland), sondern mit Videoüberwachung. Dies führte jedoch bei starker Sonneneinstrahlung oder schlechtem Wetter oft zu Problemen und es kam teilweise zu ungewollten Begegnungen.

## Brände

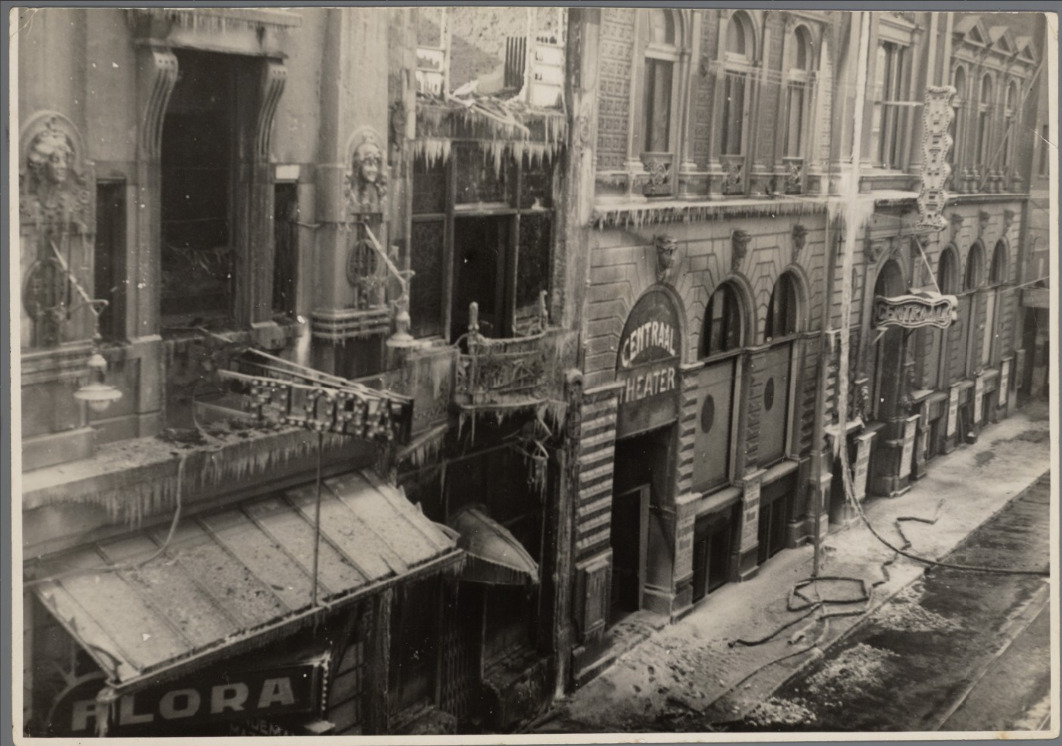
Theater Flora, nach dem Brand 1929; daneben das Centraal Theater

Am 29. August 1902 geriet in dem Flora Theater (Hausnummer 24–28) ein kleiner überhitzter Topf mit Wachs und Terpentin (zur Holzbodenpflege) in Brand. Das darauffolgende Feuer zerstörte das gesamte Theater. Die Feuerwehr musste den Brand mit 22 Schläuchen bekämpfen.
Das Theater wurde schnell wieder aufgebaut. Jedoch im eisigen Winter 1929, in der Nacht vom 11. auf den 12. Februar, brannte das Flora-Theater bei 15 Grad Frost erneut vollständig ab. Die Feuerwehrschläuche froren dabei regelrecht an der Straße fest, die sich zudem in eine Eisbahn verwandelte. Trotz ursprünglicher Pläne es wieder zu errichten, bildete die Ruine zwischen 1929 und 1952 eine klaffendes Lücke in der Amstelstraat.
Am 5. Dezember 1970 kamen neun Gastarbeiter (acht Marokkaner und ein Tansanier) ums Leben, als auf der ersten Etage des Hauses Nr. 9–11, in einem Club mit dem Namen „9-11“ ein Brand gelegt wurde. Die in den oberen Stockwerken befindliche Pension der Gastarbeiter mit dem Namen „Johnny“ hatte keine Fluchtwege und hinderte die 40 Bewohner am Verlassen des Gebäudes. 18 Bewohner der Unterkunft mussten von der Feuerwehr mithilfe von Leitern und Sprungplanen gerettet werden. Als mutmaßliche Brandstifter gerieten kurz minderjährige Zwillinge, wie auch der 42-jährige Pensionsbetreiber in Verdacht; jedoch konnten der oder die Täter letztlich nicht ermittelt werden. Es kam in den folgenden Tagen zu Protesten gegen die schlechte Unterbringung von Gastarbeitern.